# Marroquinización
La marroquinización, también llamada marroquización (en árabe: مغربة‎, en francés: marocanisation), es un término utilizado por Hasán II de Marruecos el 3 de marzo de 1973 como definición de una política económica de Marruecos en la que esperaban que importantes sectores privados de segmentos estratégicos pasasen a control marroquí.
Actualmente, el término también se ha utilizado como referencia al proceso de formación del ideario nacional marroquí así como con descripciones negativas como la represión y absorción del Sahara Occidental o equiparándola a los procesos de islamización, especialmente de la región española de Andalucía, así como de las ciudades autónomas de Ceuta y Melilla.

## Marroquinización: Política de 1973
La política propuesta por Hasán II de Marruecos el 3 de marzo de 1973 se basaba en «transferir a políticos y altos cargos militares leales las tierras agrícolas y las empresas que eran propiedad extranjera en más de un 50 % -y especialmente francesa- fueron transferidos a leales políticos y oficiales militares de alto rango. De la noche a la mañana, el porcentaje de empresas industriales controladas estatalmente por Marruecos pasó del 18 al 55 %.
En el periodo justamente posterior a la decisión, de 1973 a 1977, la economía marroquí creció a un ritmo anual del 7,3 %, ayudado especialmente por la inversión extranjera proveniente de países no afectados por la expropiación de la marroquinización.

## Marroquinización: Ideario nacional marroquí
En algunos estudios actuales, se puede encontrar el término marroquinización como sinónimo del nacionalismo marroquí, proceso vivido en el Marruecos colonial que configuró la construcción del actual Reino de Marruecos y los sentimientos identitarios de los estados precedentes en el territorio que ocupa actualmente.

## Marroquinización: Represión de los saharauis
Desde que en 1975 Marruecos lanzase la denominada «Marcha verde» que invadió y posteriormente ocupó militarmente la provincia española del Sáhara ante la permisividad de las autoridades española en los últimos compases del franquismo, Marruecos ha llevado a cabo una fuerte represión del pueblo saharaui que ha llevado desde una guerra abierta hasta un conflicto sin resolver durante el cual las autoridades marroquís han seguido un proceso de absorción territorial, social y de recursos de la antigua colonia española.
La zona, considerada como «pendiente de descolonización» por la ONU, es considerada como territorio propio por el Reino de Marruecos, que administra ilegalmente el territorio. En 2021, el Tribunal General de la Unión Europea anuló acuerdos entre la UE y Marruecos por incluir territorio saharaui en las concesiones. Esto lleva a que se use como medida de presión de Marruecos hacia la Unión Europea, así como otros países, el aceptar políticas sobre el Sahara como requisito para acuerdos comerciales. Además, en los últimos años se ha señalado que las últimas campañas turísticas lanzadas por las autoridades marroquís buscan tanto aprovechar el territorio saharaui, como para establecer la imagen de que éste es territorio marroquí entre la población general.

## Marroquinización: Islamización
Algunos autores señalan la marroquinización como un proceso equiparable al de la islamización especialmente por los inmigrantes marroquís en España y los inmigrantes marroquís en Francia. En España, este proceso es equiparado generalmente por autores que también acusan a este tipo de inmigración árabe de buscar la instauración de un islamismo en Europa. Aunque también tiene sus detractores entre otros perfiles, especialmente motivados por cuestiones sociales en Marruecos o las posturas políticas referidas al Sahara Occidental.